# Leioproctus minutus
Leioproctus minutus är en biart som först beskrevs av Cockerell 1916.  Leioproctus minutus ingår i släktet Leioproctus och familjen korttungebin. Inga underarter finns listade i Catalogue of Life.

## Bildgalleri

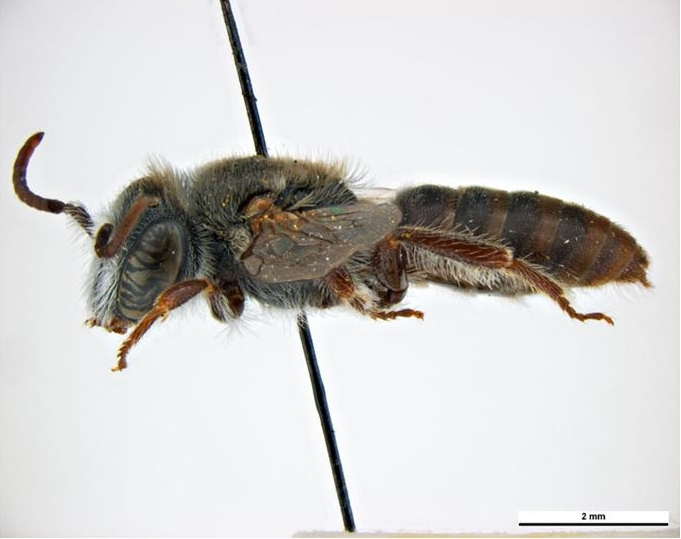